# Ahto Numminen
Ahto Teodor Numminen, född 31 mars 1908 i Hollola, död 15 december 1984 i Helsingfors, var en finländsk heraldisk konstnär och grafisk formgivare.
Numminen, som var son till kommunalrådet Kalle Teodor Numminen och Maria Lyydia Jaakkola, blev student 1930 och studerade vid Konstindustriella centralskolan 1931–1934. Han företog studieresor i Sverige och Danmark 1951–1952. Han var anställd vid förlaget Otava från 1934 och lärare vid Konstindustriella läroverket från 1950. Tillsammans med Olof Eriksson utgav han Tekstauskirja (1960).